# Uber Cup 1969
Die fünfte Auflage des Uber Cups, der Weltmeisterschaft für Damenmannschaften im Badminton, fand 1969 statt. Sieger wurde das Team aus Japan, welches im Finale Indonesien mit 6:1 besiegte.

## Vorrunde

### Australasienzone
1. Runde
| Neuseeland | 1:6 | Indonesien | Masterton |

Freilos für Australien.
Endrunde
| Australien | 0:7 | Indonesien | Perth |

### Asienzone
1. Runde
| Thailand | 5:2 | Indien | Bangkok |

Freilos für Südkorea.
Endrunde
| Thailand | 5:2 | Südkorea | Bangkok |

### Europazone
1. Runde
| Schottland                      | 4:3  | Schweden    | Dunfermline |
| Deutsche Demokratische Republik | w.o. | Niederlande |             |
| Irland                          | 2:5  | Dänemark    | Dublin      |

Freilos für Südafrika. England und Deutschland für 3. Runde gesetzt.
2. Runde
| Deutsche Demokratische Republik | 1:6 | Schottland | Dresden    |
| Dänemark                        | 7:0 | Südafrika  | Kopenhagen |

3. Runde
| Schottland | 1:6 | Deutschland | Edinburgh |
| England    | 5:2 | Dänemark    | Stoke     |

Endrunde
| Deutschland | 1:6 | England | Hamburg |  |

### Panamerikazone
1. Runde
| Vereinigte Staaten | 5:2 | Kanada | Wilmington, 15. Mai |

Freilos für Peru.
Endrunde
| Vereinigte Staaten | w.o. | Peru |  |

## Endrunde

### Runde 1
| England    | 7:0 | Thailand           |
| Indonesien | 7:0 | Vereinigte Staaten |